# Ебнат
Ебнат (њем. Ebnath) општина је у њемачкој савезној држави Баварска. Једно је од 26 општинских средишта округа Тиршенројт. Према процјени из 2010. у општини је живјело 1.360 становника. Посједује регионалну шифру (AGS) 9377115.

## Географски и демографски подаци
Ебнат се налази у савезној држави Баварска у округу Тиршенројт. Општина се налази на надморској висини од 537 метара. Површина општине износи 11,0 km². У самом мјесту је, према процјени из 2010. године, живјело 1.360 становника. Просјечна густина становништва износи 123 становника/km².